# Hydromanicus sealthiel
Hydromanicus sealthiel är en nattsländeart som beskrevs av Malicky och Chantaramongkol 1993. Hydromanicus sealthiel ingår i släktet Hydromanicus och familjen ryssjenattsländor. Inga underarter finns listade i Catalogue of Life.